# رحمت‌آباد (سراوان)
رحمت‌آباد، روستایی در دهستان کشتگان بخش بم‌پشت شهرستان سراوان در استان سیستان و بلوچستان ایران است.

## جمعیت
بر پایه سرشماری عمومی نفوس و مسکن در سال ۱۳۹۵، جمعیت این روستا برابر با ۱۲۳ نفر (۳۲ خانوار) بوده‌است.